# Радіопульсар
Радіопульса́р — космічне джерело імпульсного радіовипромінювання, що приходить на Землю у вигляді періодично повторюваних сплесків (імпульсів).

## Відкриття
Пульсари були відкриті в червні 1967 року Джоселін Белл, аспіранткою Е. Хьюіша, на меридіанному радіотелескопі Маллардської радіоастрономічної обсерваторії Кембриджського університету на довжині хвилі 3,5 м (85,7 МГц) під час спостережень з дослідження мерехтінь «точкових» радіоджерел. За це відкриття Хьюіш отримав в 1974 році Нобелівську премію. Результати спостережень були засекречені на півроку, а першому відкритому пульсару дали назву LGM-1 (від англ. Little green men - «маленькі зелені чоловічки»). Це було пов'язано з припущенням про штучність строго періодичних імпульсів радіовипромінювання.
У січні 1969 року у радіо пульсара в Крабовидній туманності вдалося виявити пульсації в оптичному діапазоні. У 1974 році було відкрито пульсар у подвійній системі (подвійний пульсар) PSR B1913+16, за допомогою якого вдалося перевірити різні теорії гравітації. В 1990 році у пульсара PSR 1257+12 була знайдена планетна система. 2004 року було виявлено двічі подвійний пульсар PSR J0737−3039 — подвійна система з двох пульсарів.
До 2011 року було виявлено близько 1970 радіопульсарів[відсутнє в джерелі], більше половини з яких виявлені обсерваторією Паркса в Австралії під керівництвом Діка Манчестера. З них 140 входило до складу кулястих скупчень; 21 знайдено в Магелланових хмарах. За теоретичними оцінками, кількість доступних для спостереження радіопульсарів у Галактиці оцінюється як (24±3)× 103, а повна їх кількість — (240±30)× 103.

## Номенклатура
Позначення пульсарів у каталозі ANTF (англ. Australia Telescope National Facility) має таку структуру:
PSR XYYYYZZZ,
де
- PSR — префікс (скорочення від англ. pulsar),
- X — позначення епохи каталогу: B, якщо 1950 р. і J, якщо 2000. Якщо епоха каталогу не вказана, то майже напевно це 1950 р.
- YYYY — пряме піднесення пульсара (перші дві цифри — години, решта — мінути),
- ZZZ — схилення пульсара (перший символ має бути «+» або «-»), для F-пульсарів[прояснити] схилення зазвичай зазначають із точністю до кутових мінут.

## Основні спостережні характеристики радіопульсарів
- Період ({\displaystyle P\!})

- Похідна періоду ({\displaystyle {\dot {P}}})
- Профіль середнього імпульсу.
- Інтерімпульс
- Мікроструктура імпульсу
- Поляризація
- Гігантські імпульси.

## Фізична природа радіопульсарів

Схема радіопульсара. Сфера в центрі - нейтронна зоря, криві являють собою магнітні силові лінії, конуси уздовж магнітної осі - радіопромені, зелена лінія - вісь обертання

У астрофізиці відомо три типи компактних об'єктів: білі карлики, нейтронні зорі й чорні діри. Якщо перший відкритий пульсар мав період 1,337 с, то відкриті незабаром пульсари в Крабоподібній туманності і в туманності Вітрил мали періоди 33 і 89 мілісекунд відповідно. Білі карлики не можуть обертатися з такими малими періодами через відцентрове руйнування. Чорні діри не є об'єктами, які випромінюють самостійно. Єдиним кандидатом для пояснення явища пульсара залишається швидкообертова нейтронна зоря. Запаси енергії обертання в пульсарі оцінюються в 1045 ÷ 1052 ерг, а  швидкість втрат — 1030 ÷ 1038 ерг/с.

## Див також
- Нейтронна зоря
- Пульсар
- Рентгенівський пульсар
- Бліцар